# Katalin Szőke
Katalin Szőke [ˈkɒtɒlin ˈsøːkɛ] (Budimpešta, 17. kolovoza 1935.) je umirovljena mađarska plivačica.
Dvostruka je olimpijska pobjednica u plivanju, a godine 1985. primljena je u Kuću slavnih vodenih sportova.